# Wohn- und Wirtschaftsgebäude Borner Straße 12
Das Wohn- und Wirtschaftsgebäude Borner Straße 12 am südwestlichen Ortsrand in der niedersächsischen Gemeinde Hagen im Bremischen, Ortsteil Lehnstedt, im Landkreis Cuxhaven, stammt vom Ende des 18. Jahrhunderts.
Aktuell (2024) wird es als Wohnhaus und gewerblich genutzt.
Das Gebäude steht unter Denkmalschutz (siehe auch Liste der Baudenkmale in Hagen im Bremischen).

## Beschreibung
Das eingeschossige giebelständige Gebäude als Zweiständer-Hallenhaus in Fachwerk mit Steinausfachungen, mit Krüppelwalmdach als Niedersachsengiebel mit großem Uhlenloch, Wohngiebel mit Walm, sowie der Grooten Door, wurde um 1790 gebaut. Der Wohngiebel kragt auf geschnitzten Knaggen vor.
Das Landesdenkmalamt befand u. a.: „… ein regionstypisches Hallenhaus der zweiten Hälfte des 18. Jahrhunderts .… .“